# Pōwhiri
Das Pōwhiri (auch Pōhiri) ist eine Begrüßungs- und Willkommenszeremonie der neuseeländischen Ursprungsbevölkerung, der Māori. Es findet normalerweise auf einem Marae statt. Dieses besteht in der Regel aus einem Whare Nui (Versammlungshaus) mit Marae ātea (Vorhof), und oft auch einem Whare Kai (Speisesaal).
Das Pōwhiri folgt einem auf vorkoloniale Zeiten zurückgehenden Protokoll, bei dem die Gastgeber die Besucher des Marae u. a. mit Ansprachen, Liedern und Tänzen begrüßen. Der Begrüßungsprozess ist dialogisch angelegt, so dass auch die Besucher Reden halten, singen, und ihre Identität und ihr Anliegen vorstellen.
Traditionell ist ein Pōwhiri ein Begrüßungsritual zwischen größeren Gruppen oder Delegationen von Māori-Stämmen (Iwi) oder Großfamilien (Whānau). In den letzten Jahrzehnten wurde das Pōwhiri-Ritual auch vermehrt bei anderen Begegnungen angewendet, beispielsweise bei der Aufnahme eines neuen Mitarbeiters an einem Arbeitsplatz oder der Begrüßung von internationalen Delegationen oder Konferenzteilnehmern bei Kongressen oder an Hochschulen sowie bei Besuchen von Auslandspolitikern.
Die Tangata Whenua (wörtl. die Leute des Landes) sind die einheimischen Gastgeber und sind für das Wohlergehen der Gäste verantwortlich. Die Tangata Whenua beginnen die Begrüßung, wenn sich die Besuchergruppe vor dem Marae versammelt hat. Üblicherweise werden die Besucher (Manuhiri) mit dem ruhigen, getragenen Gesang der Kaikaranga (Vorsängerin, Anruferin) näher herbeigerufen; Tangata Whenua und Manuhiri werden durch den spirituellen Gesang gemeinsam an das Heraufdämmern des Tages, der Welt und guter Mächte erinnert.
Die Besucher eines Marae, die noch nie dort waren, werden als Waewae Tapu (etwa heilige Fußstapfen) bezeichnet. Aus weiter Entfernung angereiste Besucher werden als Manuhiri Tūārangi (Besucher aus der Ferne) angesprochen. Wenn Manuhiri noch nie zuvor in einem bestimmten Marae gewesen sind, stimmt ein Kaumātua (Ältester) in der Gruppe oft einen schützenden Karakia (Gesang) oder ein Gebet an, die als Waerea bekannt sind. Normalerweise wählt die Gastgruppe bereits vor ihrem Besuch ihre Kaikōrero (Sprecher) aus und sammelt den Koha (Gabe, Spende) ein, der zum Ende des Rituals an die Tangata Whenua übergeben wird. Die Gastgruppe entscheidet normalerweise auch im Vorhinein über die Reihenfolge der Sprecher, denn Ansprachen und Gegenansprachen finden im Wechsel statt und werden auf mehrere Sprecher beider Gruppen verteilt.
Auch ein Wero (eine rituelle kriegerische Herausforderung) gehört zum traditionellen Begrüßungsritual. Ein vollständiges Wero besteht aus drei Herausforderern, die als Krieger gekleidet und bewaffnet sind. Der Rākau Whakaara (Warnstab) wird vom ersten Herausforderer auf dem Boden noch außerhalb des Marae oder entfernt von ihm vor den Gästen niedergelegt. Nachdem er vom Gast ruhig aufgehoben wurde, dreht sich der Herausforderer um und kehrt zur Gastgebergruppe zurück. Dann wird der Rākau Takoto (etwa Speer) vom zweiten Herausforderer niedergelegt und vom Gast gleichfalls vorsichtig und besonnen aufgenommen. Der dritte Herausforderer kniet nieder und legt den Rākau Whakawaha (ein 'den Weg öffnender' Speer) nieder, der vom Gast nochmals umsichtig aufgehoben wird. Der letzte Herausforderer führt die Gastgruppe daraufhin auf das Marae. Ein Wero wird oft von furchteinflößenden Warnrufen, Gesängen und kriegerischen Gesten begleitet. Es ist eine ritualisierte Prüfung, ob die Gäste in friedlicher oder aggressiver Absicht kommen und ein Passagenritus, der von Erprobung und Einschätzung gegenseitiger Standhaftigkeit und Umsichtigkeit zum friedlichen Miteinander und Austausch führt.
Wenn die Manuhiri nach dem Wero auf das Maraegelände geleitet werden, begrüßen die Gastgeber sie mit einem Haka Pōwhiri (rituellem Aktionsgesang). Dann werden dialogisch Whaikōrero (Ansprachen) ausgetauscht, die oft von großer poetischer und rhetorischer Kunstfertigkeit sind und von besonders ausgebildeten und begabten Sprechern in Te Reo gehalten werden. Am Ende jeder Rede singen die Sprecher und eine Reihe von Unterstützern oder Chormitgliedern Waiata (Lieder). Zumeist sind dies traditionelle Waiata, in der die Identität der Gruppen in besonderer Weise anklingt. Danach beginnen die Mitglieder beider Gruppen, den traditionellen Nasen-Kuss (Hongi) auszutauschen.
Anschließend beginnt der gesellige Teil der Zusammenkunft, der zumeist mit einem allgemeinen großen Festessen im Whare Kai eröffnet wird. Das Festmahl (Hākari) hebt auch das Tapu (Tabu oder Heiligkeit) des formellen Pōwhiri-Prozesses auf, der nun von Mihimihi (weiteren, oft humorvollen Reden; auch unterhaltender Musik und gemeinsamen Spielen) geprägt ist.